# Euseius nyalensis
Euseius nyalensis är en spindeldjursart som först beskrevs av El-Badry 1968.  Euseius nyalensis ingår i släktet Euseius och familjen Phytoseiidae. Inga underarter finns listade i Catalogue of Life.